# Emmanuel Ogbah
(en) Statistiques sur pro-football-reference
Emmanuel Ikechukwu Ogbah, né le 6 novembre 1993 à Lagos au Nigeria, est un sportif professionnel de football américain de nationalité nigériane et américaine, évoluant au poste de defensive end dans la National Football League (NFL)pour les Dolphins de Miami.
Au niveau universitaire, il a joué trois saisons avec les Cowboys représentant l'université d'État de l'Oklahoma en NCAA Division I FBS. Il y remporte le TicketCity Cactus Bowl 2015 joué contre Washington (30-22) et y reçoit le prix du meilleur joueur défensif 2015 de la conférence Big 12.
Il est sélectionné en 32e choix global lors du deuxième tour de la draft 2016 de la NFL par la franchise des Browns de Cleveland. Il n'y reste que trois saisons et rejoint les Chiefs de Kansas City avec qui il remporte le Super Bowl LIV à l'issue de la saison 2019. 
Il passe en 2020 chez les Dolphins de Miami. Bien que libéré le 23 février 2024, il  y resigne un nouveau contrat d'un an le 23 juillet 2024.